# 南アルプス市立白根御勅使中学校
南アルプス市立白根御勅使中学校（みなみアルプスしりつ しらねみだいちゅうがっこう）は、山梨県南アルプス市にある公立の中学校。

## 沿革
- 1947年4月1日-学制改革により、源村立源中学校、御影村外ニケ村学校組合立八田中学校がそれぞれ開校。
- 1960年10月4日-八田学校組合臨時会議を開催，統合中学校の建設を決議。
- 1960年11月4日- 統合中学校の校名を八田中・御勅使中学校組合立御勅使中学校と命名。
- 1983年4月1日- 学校組合名を変更、白根町・八田村中学校組合立御勅使中学校に改名。
- 1990年3月15日- 白根御勅使中学校と八田中学校との分離記念式典挙行。
- 1990年3月22日- 白根御勅使中学校開校。
- 2003年4月1日- 南アルプス市誕生に伴い南アルプス市立白根御勅使中学校となる。[1]